# 본 메트로폴리탄 센터역
본 메트로폴리탄 센터(Vaughan Metropolitan Centre)는 캐나다 온타리오주 본에 위치해있는 버스 터미널이자 도시 철도역으로, 2017년 12월 17일 개통 이후 토론토 교통국이 운영하는 토론토 지하철 1호선 영-유니버시티와 요크 지역 교통국이 운영하는 비바 7번 고속도로 버스 전용 도로의 종착역을 맡고 있다. 이 역은 7번 고속도로 / 제인 스트리트 서쪽에 위치해있으며 토론토 지하철 중 가장 북쪽에 위치해 있는 역이기도 하다. 본 시 당국은 이 역 근처에 새로운 도심을 개발하고자 계획하고 있으며 2031년이 되면 2만 5천 명과 일자리 1만 1천 개가 이 곳에 자리잡을 것으로 예상하고 있다.

## 역사
스파다이나선 연장은 8년이 넘는 공사와 20년이 넘는 지하철 연장 추진 노력과 자동차 위주의 교외 지역을 보행자 친화적으로 탈바꿈하기 위한 시 당국의 노력으로 볼 수 있으며, 토론토 교외 지역에 새로운 도심을 건설하려고 한 경우는 미시소거, 케임브리지, 스카버러 등을 예로 들 수 있다. 이 세 지자체는 기존의 자그마한 마을과 타운십이 하나로 통폐합되어 통합시의 새로운 도심을 형성하고자 원도심인 우드브릿지나 손힐같은 곳 대신에 통합시 모두가 쉽게 접근할 수 있는 중앙에 위치한 곳에 터를 잡게 되었다.
다만 이러한 도심 형성의 문제점은 단 몇 년 만에 아무것도 없는 허허벌판에 새로운 도심을 짓는 것보다 이미 있는 원도심을 발전시키는 것보다 훨씬 쉬우면서도 현실적인 방법이라는 점이다. 특히 20세기 후반 도시 설계자들이 자동차 위주의 도심을 설계하여 보행자들이 다니기 힘들어져 도심 개발을 현저하게 방해한다는 지적도 있다.
노스요크처럼 본 또한 주요 교차로에 새로운 중심부를 형성하려고 하였는데, 제인 / 7번 고속도로 근처는 도로가 굉장히 넓직하고 차들이 빠른 속도로 지나는 지라 보행자들이 돌아다니기 힘든 면이 적지 않아 있었다. 하지만, 2005년부터 요크 지역 교통국이 간선 급행 버스 체계인 비바를 7번 고속도로와 영 스트리트 등지를 따라 선보이면서 상황은 달라졌다. 처음에는 측면에 급행 버스로 운행하던 비바는 2단계 공사인 비바넥스트 (VivaNext)를 통해 7번 고속도로 중앙에 버스 전용 도로가 설치되면서 교통 정체의 영향을 덜 받으면서 빠르게 운행하게 되었다.
본 시의 대중교통 중심지 발전 공사는 시 역사상 가장 큰 발전 계획안으로, 179 헥타아르 면적에 14만 제곱미터가 넘는 오피스 부지와 7만 제곱미터 가량의 상업 부지, 최대 1만 2천여 명이 살 수 있는 주택 단지가 세워질 예정이다. 본 시는 개발이 끝나면 하루 평균 2만 명이 넘는 승객이 지하철역과 버스 터미널을 이용할 것으로 보인다고 밝혔다.

## 역명
본 지하철 연장이 처음으로 거론될 때, 7번 고속도로 / 제인에 지어질 신도심 이름을 '본 기업 센터' (Vaughan Corporate Centre) 로 짓는 것을 추진하였으나, 이후 시 당국에서 신도심 프로젝트 명칭을 '본 메트로폴리탄 센터' (Vaughan Metropolitan Centre) 로 바꾸면서 오늘날에 이르게 되었다. 2010년 9월 30일, 토론토 교통국 이사회는 지하철 연장 구간 종착역 이름을 '본 센터' (Vaughan Centre) 로 짓는 것을 권장하는 보고서를 받았다. 이 보고서에 따르면 '본 메트로폴리탄 센터'는 신도심 개발 프로젝트에 한정하는 반면 '본 센터'는 '노스요크 센터'나 '스카버러 센터'와 같이 작명에 일관성을 유지하는 이름을 추천하였다.
역명이 본격적으로 확정된 건 2012년 2월, 토론토 교통국이 '본 메트로폴리탄 센터'로 역명을 확정한 때였다. 한편 역 이름이 길어지면서 지엽적이 되는 것을 방지하기 위해 지명 이름인 '본'을 큼지막하게 표기하고, 나머지 '메트로폴리탄 센터'는 다음 줄에 자그마하게 표기하는 걸로 최종 결정하였다. 이와 동시에 본 시 당국은 버스 터미널 이름을 도심 개발 사업에서 오피스 빌딩을 짓는 데 적지 않게 투자한 스마트센터의 이름을 따 스마트센터스 버스 터미널 (Smart Centres Bus Terminal) 로 확정하였다. 2020년 1월 27일, 스마트센터스 버스 터미널은 스마트 VMC 버스 터미널로 이름이 바뀌었다.

## 역 구조
VMC역은 인근에 역 부지가 부족한 점을 감안하여 지어졌으며, 앞으로 지어질 신도심의 비전에 맞는 디자인을 고려하였다. 제인 / 7번 고속도로 교차로는 본 메트로폴리탄 센터 개발과 조화가 잘 이루어지도록 계획이 되어있고 방향감과 버스 환승에 있어서 수월하게 지어졌다. VMC역은 7번 고속도로 북쪽, 밀웨이 애비뉴 서쪽에 위치해있으며, 역 북쪽에는 열차가 잠시 머무를 수 있는 주박 선로가 있다. 역은 지하철과 다양한 버스 노선 등으로 갈아탈 수 있는 교통 중심지로 역으로 마중 나오는 운전자들을 위한 정차 공간이 있으며 이 곳에서 YRT 버스 터미널과 7번 고속도로를 지나는 비바 버스 등으로 갈아탈 수 있다.
VMC역은 역사 내의 온도를 줄이는 시원한 지붕과 변전소 건물의 녹색 지붕으로 이루어져 있으며 햇빛을 최대한 활용하여 전기 사용을 줄이고 LED 조명과 에너지 효율이 높은 조명을 간판에 이용하였으며 그 외 물을 아낄 수 있는 배관 설비, 에너지 효율이 높은 난방, 에어컨 및 환기 시스템, 녹색 지붕 조경에 따른 빗물 유출 감소, 자전거 거치대 및 가뭄에 잘 견디는 토종 식물로 이루어진 조경 등을 선보인다.
역 지붕은 아연으로 도금한 솔기 지붕으로 이 철제 지붕은 열 흡수를 줄이기 위해 햇빛 반사율이 높은 재질로 지어졌으며, 채광창을 통해 햇빛이 대합실에 비치도록 하였다. 돔은 미리 완성된 짙은 회색의 강철 링 빔이 지지하고 있고 건물은 조류가 유리창에 충돌하는 것을 방지하기 위해 조류 친화적인 유리창을 사용하였다. 자전거 거치대는 출입구 양쪽 끝에 위치해있으며 비나 눈으로부터 막아주는 지붕이 있다.

## 공공 미술

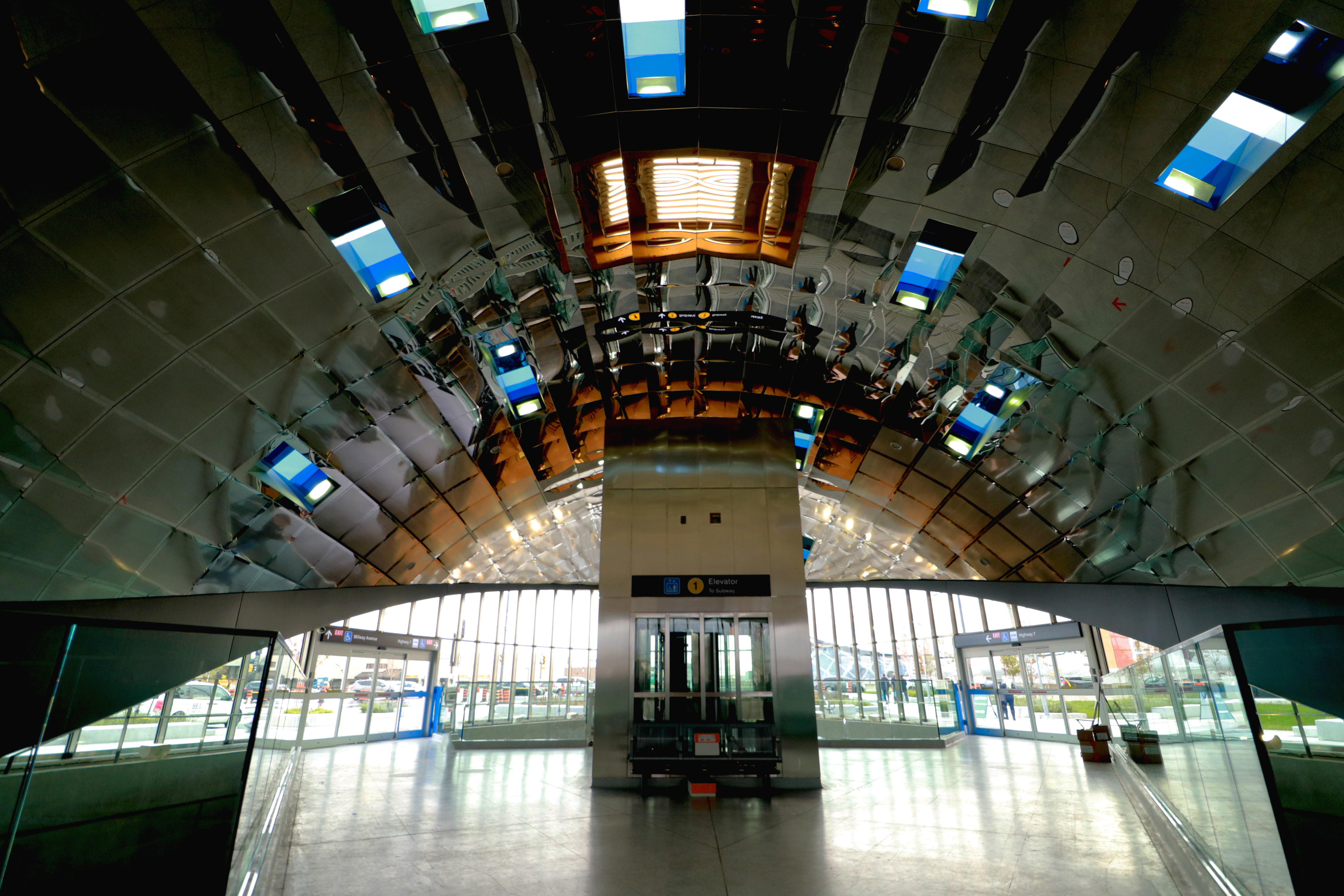

VMC역의 공공 미술을 맡게 된 팀은 토론토에 기반을 두고 있는 폴 래프 스튜디오 (Paul Raff Studio) 로, 래프는 장소, 빛, 인간의 역동성이 지니는 독특함에 관심을 두었다. 그는 특히 사람들이 지어진 환경에 어떻게 역동적으로 대응하는 지에 대해 관심이 있는데, 이를 토대로 VMC역에 '대기 렌즈' (Atmospheric Lens) 라는 미술 작품을 설치하였다.
미술 작품은 역 출입구의 돔형 천장에 설치되었으며 천장 표면에는 일부 패널의 반사성을 높여 시각적 깊이, 광학적 풍부함, 미묘한 반사와 움직임을 제공한다. 이 구멍의 측면은 하지, 동지, 춘분, 추분에 맞추어 색상과 각도를 조정하였다. 또한 엘리베이터 터널 꼭대기에는 번쩍이는 디스크가 있어서 엘리베이터 안에 있는 승객들은 보이지 않지만 돔 표면에 가끔가다 비추어 기준점 역할을 하게 된다.

## 버스 터미널 및 연결편

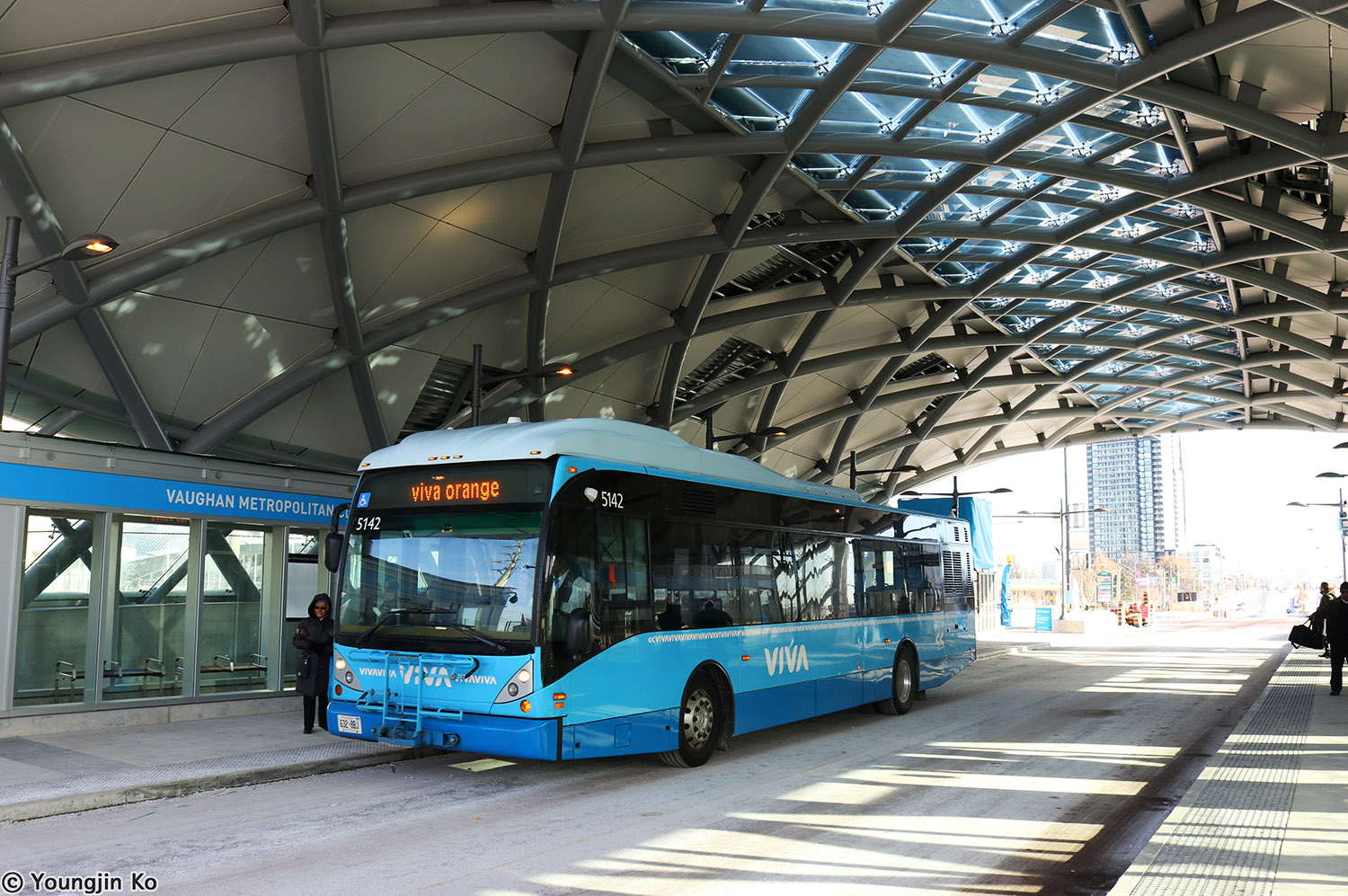
비바 오렌지 버스가 VMC 비바스테이션에 정차해 있다.

스마트 VMC 버스 터미널 (Smart VMC Bus Terminal)은 지하철역 북쪽, 밀웨이 애비뉴 서쪽에 있는 요크 지역 교통국의 버스 터미널로 지하철 요금 지불 구역 바깥에 있다. 다이아몬드 슈미츠 건설사가 설계한 이 터미널은 말발굽 형태를 띠고 있으며 건물은 사방에서 진입이 가능한 탁 트인 구조이다. 여기에는 밀웨이 애비뉴에 역으로 마중 나오는 차량들이 정차할 수 있는 정차 공간은 물론 지하철역과 7번 고속도로에 있는 비바 정류장으로 이어지는 연결 통로가 있다.
버스 터미널의 총 공사 비용은 약 3200만 달러로, 이 터미널은 개발 업체인 스마트센터스 REIT의 이름을 따서 지어졌으며, 버스 터미널과 역 사이 지하 통로를 짓는 데 1500만 달러를 투자한 업체이다.
터미널은 지하철역이 개통한 지 2년 가까이 된 2019년 11월 3일에 개통하였다. 2018년 초에 개통할 예정이였던 이 버스 터미널은 공사 지연으로 2019년 11월에 개통하였다. 이 터미널이 개통하기 전까지 여기에 정차하는 버스들은 기존에 개장하였던 마중 공간에 정차하였다.
이 터미널에 정차하는 버스 노선은 아래와 같다.
|  |  |  |

|  |  |  |

|  |  |  |

|  |

| 아메리카      |
| 브랜든 게이트 |

|  |

| 티에라 |
| 커닝햄 |

|  |

|  |

|  |

|  |  |  |

|  |  |  |

|  |  |  |

|  |  |  |

|  |  |  |  |  |

|  |  |  |

|  |  |  |

|  |  |  |

|  |  |  |

|  |  |  |

|  |  |  |

|  |  |  |

|  |

| 아메리카      |
| 브랜든 게이트 |

|  |

| 티에라 |
| 커닝햄 |

|  |

|  |

|  |

|  |  |  |

|  |  |  |

|  |  |  |

|  |  |  |

|  |  |  |  |  |

|  |  |  |

|  |  |  |

|  |  |  |

|  |  |  |

|  |  |  |

|  |  |  |

|  |  |  |

|  |

| 아메리카      |
| 브랜든 게이트 |

|  |

| 티에라 |
| 커닝햄 |

|  |

|  |

|  |

|  |  |  |

|  |  |  |

|  |  |  |

|  |  |  |

|  |  |  |  |  |

|  |  |  |

|  |  |  |

|  |  |  |

|  |  |  |

|  |  |  |

|  |  |  |

|  |  |  |

|  |

| 아메리카      |
| 브랜든 게이트 |

|  |

| 티에라 |
| 커닝햄 |

|  |

|  |

|  |

|  |  |  |

|  |  |  |

|  |  |  |

|  |  |  |

|  |  |  |  |  |

|  |  |  |

|  |  |  |

|  |  |  |

|  |  |  |

|  |  |  |

|  |  |  |

|  |  |  |

|  |  |  |

|  |  |  |

|  |  |  |

|  |

|  |

|  |

|  |

|  |  |  |

|  |  |  |

|  |  |  |

|  |  |  |

|  |  |  |

|  |  |  |

|  |  |  |

|  |  |  |

|  |  |  |

|  |  |  |

|  |

|  |

|  |

|  |

|  |  |  |

|  |  |  |

|  |  |  |

|  |  |  |

|  |  |  |

|  |  |  |

|  |  |  |

|  |  |  |

|  |  |  |

|  |  |  |

|  |

|  |

|  |

|  |

|  |  |  |

|  |  |  |

|  |  |  |

|  |  |  |

|  |  |  |

|  |  |  |

|  |  |  |

|  |  |  |

|  |  |  |

|  |  |  |

|  |

|  |

|  |

|  |

|  |  |  |

|  |  |  |

|  |  |  |

|  |  |  |

이 노선은 역 정문의 7번 고속도로 일반 버스 정류장에서 승차하며 터미널이나 비바 정류장에 정차하지 않는다.
|  |  |  |

|  |  |  |

|  |  |  |

|  |  |  |

|  |  |  |

| 브램턴 |
| 본     |

|  |  |  |

|  |

|  |

|  |  |  |

|  |

|  |

|  |

|  |

|  |  |  |

|  |  |  |

|  |

|  |  |  |

|  |

|  |

|  |

|  |

|  |  |  |

|  |  |  |

|  |  |  |

|  |  |  |

|  |  |  |

|  |  |  |

|  |  |  |

|  |  |  |

|  |  |  |

|  |

|  |  |  |

|  |  |  |

|  |  |  |

|  |

|  |

| 본     |
| 토론토 |

|  |

|  |

| 드루리 |
| 커머   |

|  |  |  |

|  |  |  |

|  |  |  |

|  |  |  |

|  |  |  |

|  |  |  |

| 브램턴 |
| 본     |

|  |  |  |

|  |

|  |

|  |  |  |

|  |

|  |

|  |

|  |

|  |  |  |

|  |  |  |

|  |

|  |  |  |

|  |

|  |

|  |

|  |

|  |  |  |

|  |  |  |

|  |  |  |

|  |  |  |

|  |  |  |

|  |  |  |

|  |  |  |

|  |  |  |

|  |  |  |

|  |

|  |  |  |

|  |  |  |

|  |  |  |

|  |

|  |

| 본     |
| 토론토 |

|  |

|  |

| 드루리 |
| 커머   |

|  |  |  |

|  |  |  |

|  |  |  |

|  |  |  |

|  |  |  |

|  |  |  |

| 브램턴 |
| 본     |

|  |  |  |

|  |

|  |

|  |  |  |

|  |

|  |

|  |

|  |

|  |  |  |

|  |  |  |

|  |

|  |  |  |

|  |

|  |

|  |

|  |

|  |  |  |

|  |  |  |

|  |  |  |

|  |  |  |

|  |  |  |

|  |  |  |

|  |  |  |

|  |  |  |

|  |  |  |

|  |

|  |  |  |

|  |  |  |

|  |  |  |

|  |

|  |

| 본     |
| 토론토 |

|  |

|  |

| 드루리 |
| 커머   |

|  |  |  |

|  |  |  |

|  |  |  |

|  |  |  |

|  |  |  |

|  |  |  |

| 브램턴 |
| 본     |

|  |  |  |

|  |

|  |

|  |  |  |

|  |

|  |

|  |

|  |

|  |  |  |

|  |  |  |

|  |

|  |  |  |

|  |

|  |

|  |

|  |

|  |  |  |

|  |  |  |

|  |  |  |

|  |  |  |

|  |  |  |

|  |  |  |

|  |  |  |

|  |  |  |

|  |  |  |

|  |

|  |  |  |

|  |  |  |

|  |  |  |

|  |

|  |

| 본     |
| 토론토 |

|  |

|  |

| 드루리 |
| 커머   |

|  |  |  |

### 비바/줌
본 메트로폴리탄 센터 비바 정류장 (Vaughan Metropolitan Centre Vivastation)은 7번 고속도로 버스 전용 도로에 위치한 천장이 있는 환승 정류장으로, 비바 오렌지와 501번 줌 퀸 BRT 버스가 스마트 VMC 버스 터미널로 들어가지 않고 여기에 정차한다. 이 정류장은 역 바로 윗층에 있으며 역으로는 엘리베이터와 에스컬레이터로 연결된다. 이 역은 역 건물과 버스 터미널 남쪽에 있으며, 둘 다 지하 통로 또는 지상의 횡단보도로 연결된다.
|  |  |  |

|  |  |  |

|  |  |  |

|  |

|  |  |  |

|  |

|  |

| 헬렌     |
| 위그오스 |

|  |

|  |

|  |

|  |

|  |

|  |  |  |

|  |

|  |  |  |

|  |

|  |  |  |

|  |

|  |

|  |

|  |

|  |

|  |

|  |

|  |

|  |  |  |

|  |  |  |

|  |  |  |

|  |  |  |

|  |

|  |  |  |

|  |

|  |

| 헬렌     |
| 위그오스 |

|  |

|  |

|  |

|  |

|  |

|  |  |  |

|  |

|  |  |  |

|  |

|  |  |  |

|  |

|  |

|  |

|  |

|  |

|  |

|  |

|  |

|  |  |  |

|  |  |  |

|  |  |  |

|  |  |  |

|  |

|  |  |  |

|  |

|  |

| 헬렌     |
| 위그오스 |

|  |

|  |

|  |

|  |

|  |

|  |  |  |

|  |

|  |  |  |

|  |

|  |  |  |

|  |

|  |

|  |

|  |

|  |

|  |

|  |

|  |

|  |  |  |

|  |  |  |

|  |  |  |

|  |  |  |

|  |

|  |  |  |

|  |

|  |

| 헬렌     |
| 위그오스 |

|  |

|  |

|  |

|  |

|  |

|  |  |  |

|  |

|  |  |  |

|  |

|  |  |  |

|  |

|  |

|  |

|  |

|  |

|  |

|  |

|  |

|  |  |  |

|  |  |  |

|  |  |  |

|  |  |  |

|  |  |  |

|  |

|  |

|  |

|  |

|  |

| 웨스트       |
| 로럴크레스트 |

|  |

|  |

|  |

|  |

| 핀치게이트 |
| 글렌베일   |

|  |

|  |

| 게이트웨이 |
| 크라이슬러 |

|  |

|  |  |  |

|  |

|  |

|  |

|  |

| 브램턴 |
| 본     |

|  |

|  |

|  |

|  |

|  |  |  |

|  |

|  |

| 헬렌     |
| 위그오스 |

|  |

|  |

|  |

|  |

|  |

|  |  |  |

|  |

|  |  |  |

|  |  |  |

|  |  |  |

|  |  |  |

|  |

|  |

|  |

|  |

|  |

| 웨스트       |
| 로럴크레스트 |

|  |

|  |

|  |

|  |

| 핀치게이트 |
| 글렌베일   |

|  |

|  |

| 게이트웨이 |
| 크라이슬러 |

|  |

|  |  |  |

|  |

|  |

|  |

|  |

| 브램턴 |
| 본     |

|  |

|  |

|  |

|  |

|  |  |  |

|  |

|  |

| 헬렌     |
| 위그오스 |

|  |

|  |

|  |

|  |

|  |

|  |  |  |

|  |

|  |  |  |

|  |  |  |

|  |  |  |

|  |  |  |

|  |

|  |

|  |

|  |

|  |

| 웨스트       |
| 로럴크레스트 |

|  |

|  |

|  |

|  |

| 핀치게이트 |
| 글렌베일   |

|  |

|  |

| 게이트웨이 |
| 크라이슬러 |

|  |

|  |  |  |

|  |

|  |

|  |

|  |

| 브램턴 |
| 본     |

|  |

|  |

|  |

|  |

|  |  |  |

|  |

|  |

| 헬렌     |
| 위그오스 |

|  |

|  |

|  |

|  |

|  |

|  |  |  |

|  |

|  |  |  |

|  |  |  |

|  |  |  |

|  |  |  |

|  |

|  |

|  |

|  |

|  |

| 웨스트       |
| 로럴크레스트 |

|  |

|  |

|  |

|  |

| 핀치게이트 |
| 글렌베일   |

|  |

|  |

| 게이트웨이 |
| 크라이슬러 |

|  |

|  |  |  |

|  |

|  |

|  |

|  |

| 브램턴 |
| 본     |

|  |

|  |

|  |

|  |

|  |  |  |

|  |

|  |

| 헬렌     |
| 위그오스 |

|  |

|  |

|  |

|  |

|  |

|  |  |  |

|  |

## 인접한 역
| 1호선 영-유니버시티 | 1호선 영-유니버시티 | 1호선 영-유니버시티    |
| ------------------- | ------------------- | ---------------------- |
| 시·종착역           | 1호선 영-유니버시티 | 하이웨이 407 핀치 방면 |